# CBC Records
La CBC Records è stata un'etichetta discografica canadese di proprietà e gestita dalla Canadian Broadcasting Corporation, che distribuiva la programmazione CBC, incluse le esibizioni di concerti dal vivo, in album e in formato digitale.
Per gran parte della sua storia l'etichetta si è concentrata principalmente sulla musica classica e sul jazz, oltre agli album legati agli spettacoli della CBC Radio come Royal Canadian Air Farce e Brave New Waves.

## Storia
Le origini della divisione erano nel servizio di trascrizione della rete, che produceva e distribuiva registrazioni di programmi radiofonici e televisivi CBC prima degli anni '60. La CBC iniziò a pubblicare album nel 1966 con l'etichetta CBC Records in collaborazione con etichette commerciali come la RCA Records e nel 1982 fondò la propria divisione interna, la CBC Enterprises, per pubblicare direttamente album e libri e videocassette relativi alla CBC. Il principale compito dell'etichetta era quello di promuovere e distribuire artisti canadesi, incluse le registrazioni della Toronto Symphony Orchestra, dell'Orchestra National Arts Centre, Anton Kuerti,, James Campbell,, Maureen Forrester,, Glenn Gould,, Healey Willan,, Angela Hewitt,, Ben Heppner e Measha Brueggergosman.. Fu anche pubblicato un numero inferiore di album pop e rock, inclusa la serie di album di compilation CBC Radio 3.
Negli anni di attività dell'etichetta, le sue registrazioni hanno vinto 25 Juno Awards.
La divisione classica dell'etichetta fu chiusa nel 2008, in concomitanza con il riposizionamento di CBC Radio 2 da un servizio quasi completamente classico e jazz a un formato alternativo di album prevalentemente per adulti. L'ultima uscita classica dell'etichetta fu Barber/Korngold/Walton: Violin Concertos, una registrazione di Bramwell Tovey e James Ehnes in concomitanza con la Vancouver Symphony Orchestra che vinse il Grammy Award come migliore esecuzione strumentale per solista (con orchestra) nel 2008. Alcuni progetti orientati al pop rimasero ancora in fase di sviluppo, ma la strategia principale della società passò dalla pubblicazione di registrazioni fisiche a tecnologie di distribuzione su Internet come podcasting, vendite di musica online e il lancio di CBC Music nel 2012.
Il lato francese della CBC, Radio-Canada, aveva la sua controparte, Les Disques SRC, che si concentrava sulla musica in lingua francese. Le registrazioni con appeal interlinguistico tra anglofoni e francofoni furono brandizzate con entrambi i nomi, mentre le registrazioni di interesse per una sola delle comunità linguistiche furono contrassegnate come una o l'altra.